# Xã Jay, Quận Elk, Pennsylvania
Xã Jay (tiếng Anh: Jay Township) là một xã thuộc quận Elk, tiểu bang Pennsylvania, Hoa Kỳ. Năm 2010, dân số của xã này là 2.072 người.